# 紀元前494年
紀元前494年（きげんぜん494ねん）は、ローマ暦の年である。
当時は、「トリコストゥスとゲミヌスが共和政ローマ執政官に就任した年」として知られていた（もしくは、それほど使われてはいないが、ローマ建国紀元260年）。紀年法として西暦（キリスト紀元）がヨーロッパで広く普及した中世時代初期以降、この年は紀元前494年と表記されるのが一般的となった。

## 他の紀年法
- 干支 : 丁未
- 日本
  - 皇紀167年
  - 懿徳天皇17年
- 中国
  - 周 - 敬王26年
  - 魯 - 哀公元年
  - 斉 - 景公54年
  - 晋 - 定公18年
  - 秦 - 恵公7年
  - 楚 - 昭王22年
  - 宋 - 景公23年
  - 衛 - 霊公41年
  - 陳 - 湣公8年
  - 蔡 - 昭侯25年
  - 曹 - 伯陽8年
  - 鄭 - 声公7年
  - 燕 - 簡公11年
  - 呉 - 夫差2年
- 朝鮮
  - 檀紀1840年
- ベトナム :
- 仏滅紀元 : 51年
- ユダヤ暦 : 3267年 - 3268年

## できごと

### ペルシア
- 反抗するギリシアのいくつかの都市国家を成功裏に占拠すると、アルタフェルネス（英語版）に率いられたアケメネス朝ペルシア軍は、ミレトスを包囲した。ミレトスの港近くのラデ島で、決定的なラデ沖の戦い（英語版）が行われた。数では劣っていたが、サモス島とレスボス島からの船が撤退するまでの間は、ギリシア軍が優勢であった。しかし、突然の離脱が戦争の潮目を変え、残されたギリシア軍は壊滅された。その直後にミレトスは降伏し、イオニアの反乱は終結した。
- ペルシアの指導者アルタフェルネスとマルドニオスは、イオニアの都市に自治権を認めた。彼らは賠償金を放棄し、これまでと同程度の税金だけを取った。ペルシアは、イオニアにおけるギリシアの暴政を廃し、民主主義を認めた。
- ペルシアは、ディディマ（英語版）のアポローン神殿を焼き払った。

### ギリシア
- ペルシアの同盟国であるフェニキアは、海賊と見なしたギリシア人に対して、膨大な賠償金を請求した。
- トラキア人及びスキタイは、ミルティアデスをケルソネソスから連れ戻した。ミルティアデスは、5隻の船に宝を載せ、アテナイに向かった。ミルティアデスの長子メティオコスが船長を務める1隻の船は拿捕され、メティオコスは生涯、ペルシアの牢に入れられた。
- スパルタ王クレオメネス1世は、ティリンス近郊のセペイアの戦いで、アルゴス軍に大勝した。
- ミレトスの前僭主ヒスティアイオスは、ペルシアに捕まり、アルタフェルネスによってサルディスで処刑された。

### 共和政ローマ
- 軍事遠征の終わりに当たり、ローマ軍を構成するプレブス（平民）は、ローマ外側の聖山（モンテ・サクロ）に撤退した。いわゆる「平民分離派」と呼ばれる兵士は、新しい街を築く恐れがあった。この分離を終わらせるため、プレブスはパトリキ（貴族）から、2人の護民官を選ぶことを認められた。
- 元老院とローマ市民は、マニウス・ウァレリウス・マクシムスを独裁官に指名した。
- アエディリスが初めて設置された。

### 中国
- 楚が陳・随・許を従えて蔡を包囲した。
- 呉王夫差が越を夫椒で破った。越王勾践は会稽山に立てこもって、呉に講和を求めた。夫差は伍子胥の反対を押し切って講和を許した。
- 斉と衛が晋の范氏を救援するために邯鄲に出兵し、五鹿を包囲し、棘蒲を奪った。
- 呉が陳に侵攻した。
- 魯の仲孫何忌（孟懿子）が邾を攻撃した。

## 死去
- ヒスティアイオス - ミレトスの僭主